# Dolmen di Ciuledda
Il dolmen di Ciuledda è un monumento archeologico funerario situato su un bancone di roccia nelle immediate vicinanze dell'abitato di Luras, nella Sardegna nord-orientale. È ubicato a poca distanza da altri tre dolmen, Alzoledda, Billella e Ladas, in un'area ricca di testimonianze archeologiche che documentano la continuità dell'insediamento umano fin dalla preistoria.

## Descrizione
Realizzato in granito con funzione di sepoltura collettiva e, insieme, di luogo di culto è un classico esempio della cultura del megalitismo che ha caratterizzato l'Europa, e l'Isola in particolare, durante l'età del rame (III millennio a.C.). Il dolmen è eseguito secondo il sistema trilitico (dal greco tri, tre, e lithos, pietra) - il più antico schema architettonico conosciuto - caratterizzato da elementi portanti disposti in verticale che ne sorreggono degli altri poggiati orizzontalmente.
 
In particolare il dolmen di Ciuledda è costituito da cinque ortostati che creano un vano semicircolare di m 1,50 x 3,00 x 1,00 di altezza con ingresso rivolto a est. Funge da copertura un grande lastrone poligonale di m 3,40 x 2,50 x 0,50.
Alcune canalette, realizzate o adattate dall'uomo, segnano il bancone roccioso su cui poggia il sepolcro creando un efficace sistema di drenaggio delle acque piovane attorno al monumento.

## Galleria d'immagini

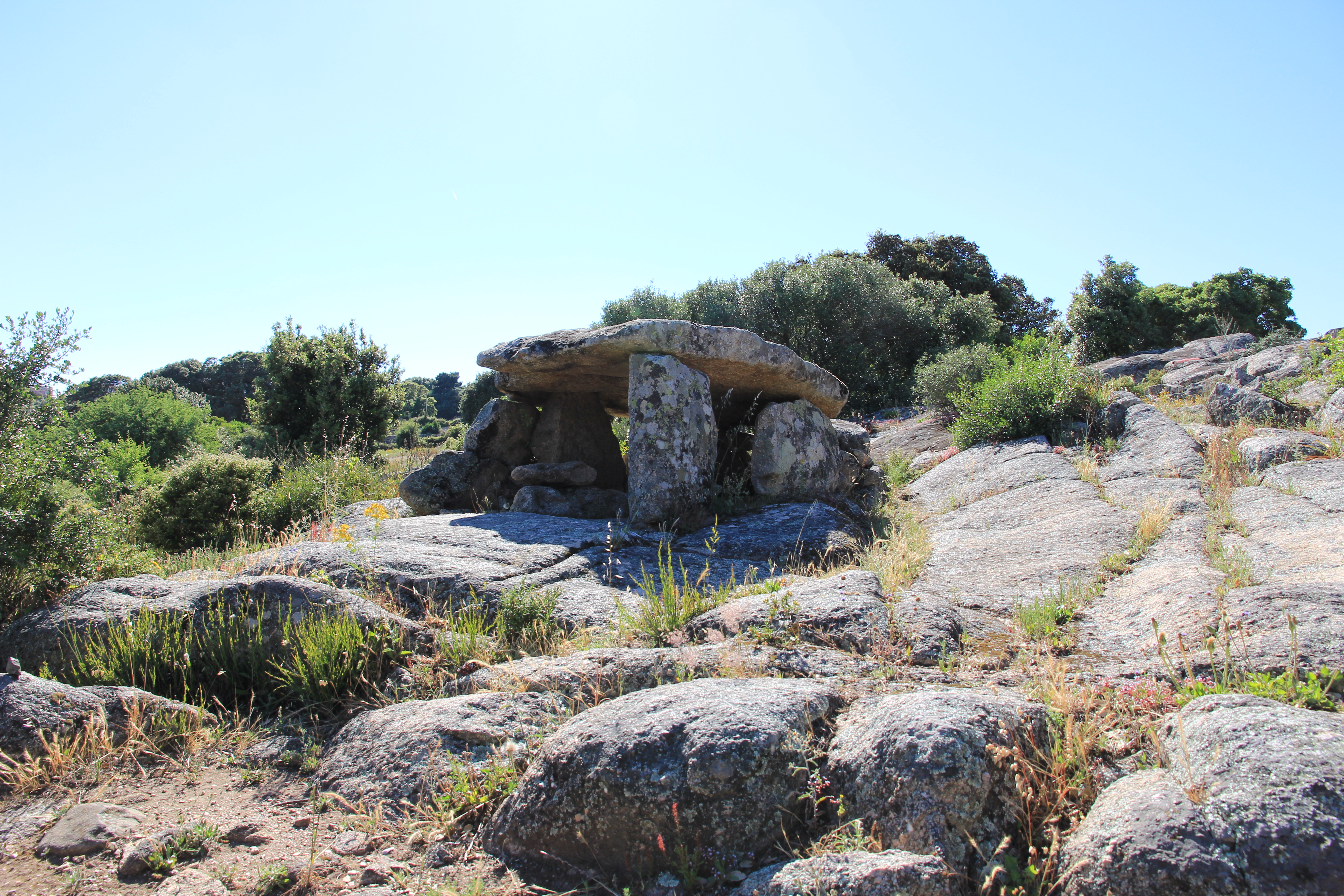
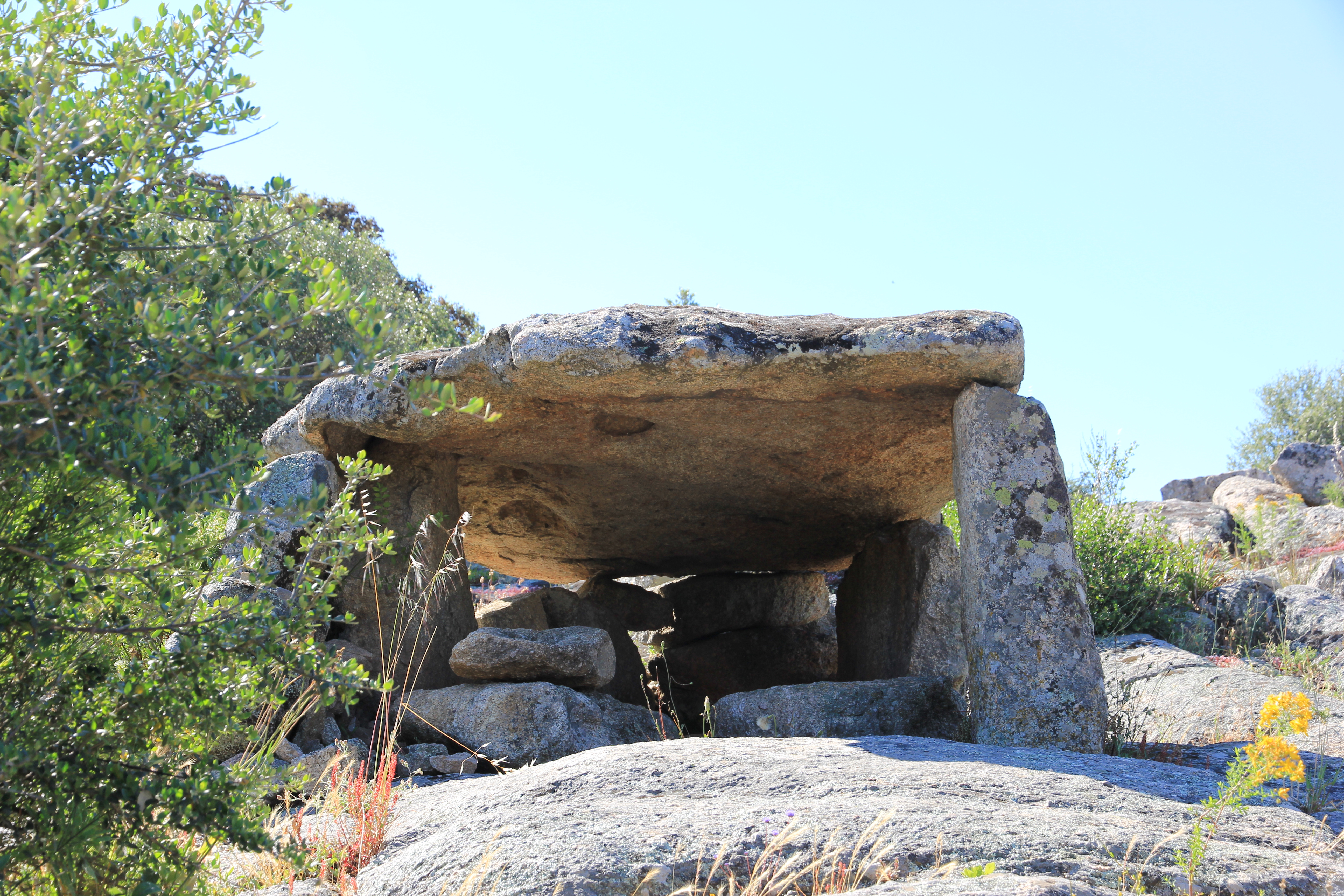
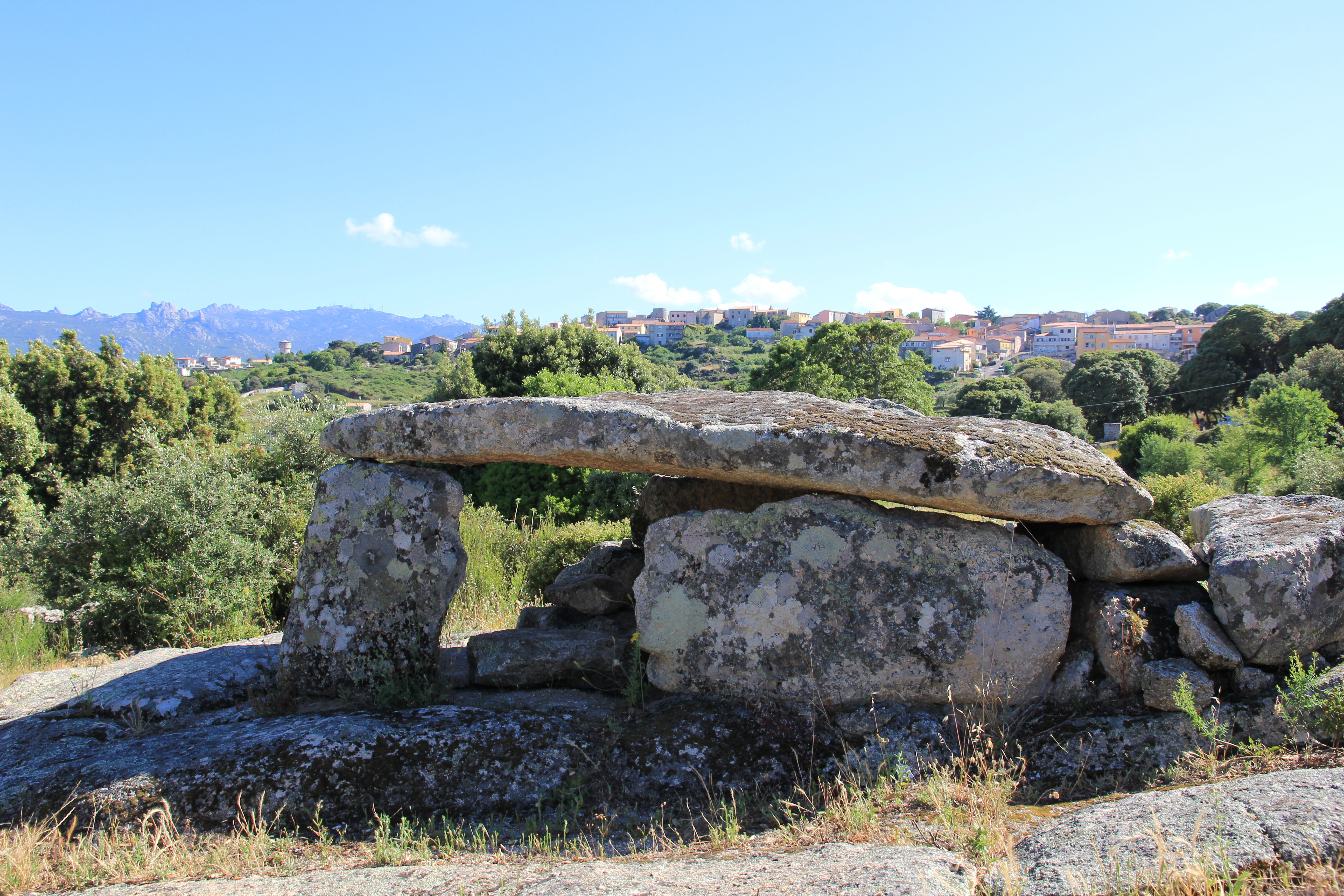
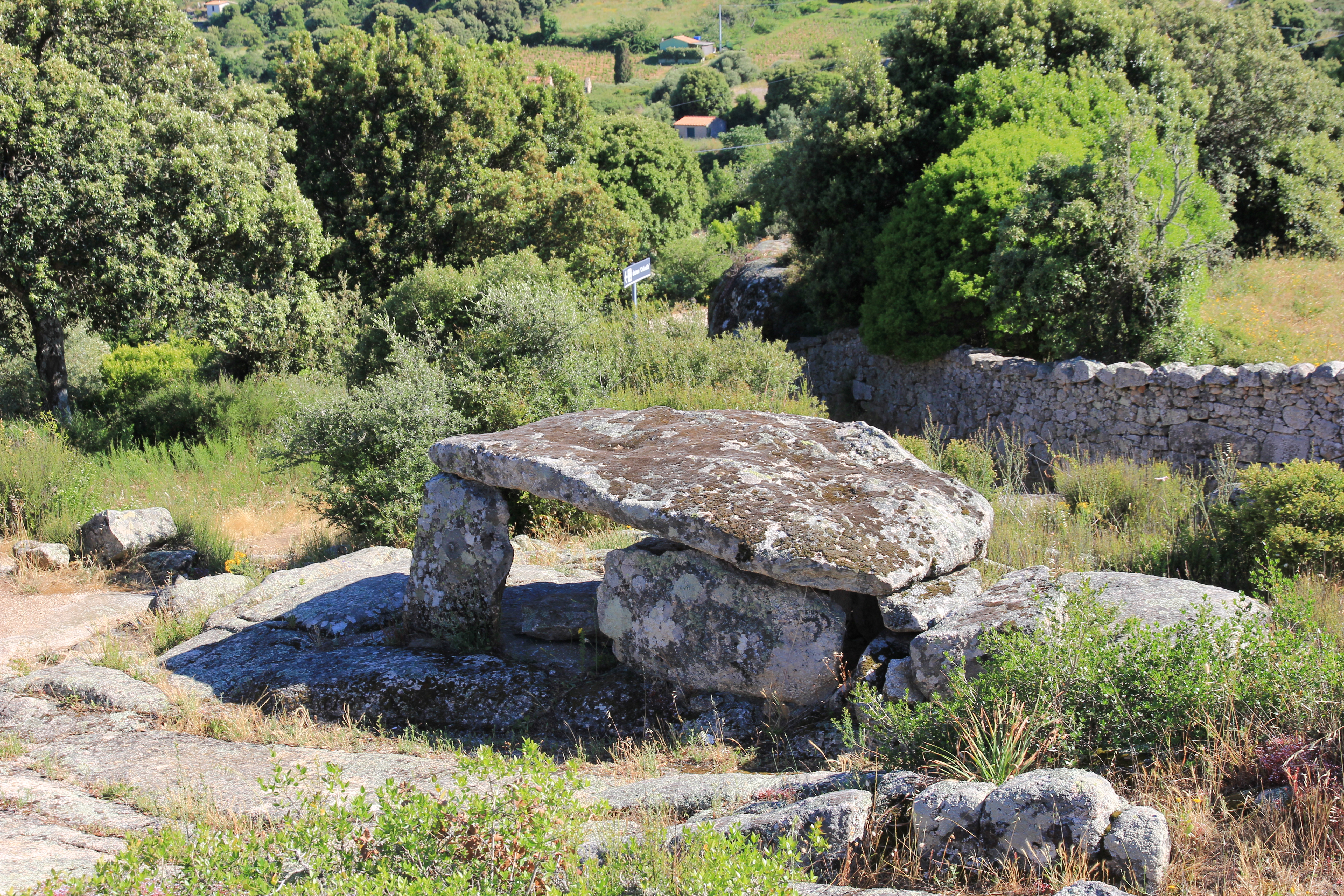

## Datazione
Il dolmen è stato oggetto di studio da parte dell'archeologo Bert D'Arragon che nel 1996 vi ha svolto accurate indagini anche a seguito del ritrovamento, durante lavori di consolidamento del monumento, di alcuni frammenti ceramici. L'analisi di tali reperti ha permesso di ascrivere l'impianto al Neolitico recente (3200 a.C. circa), corrispondente alla fase più antica della cultura di Ozieri. Tale valutazione porta a ricondurre la nascita del fenomeno dolmenico in Sardegna a una data più antica rispetto a quella generalmente accettata.

## ibliografia
- Manlio Brigaglia, Salvatore Tola (a cura di), Dizionario storico-geografico dei comuni della Sardegna, Sassari, Carlo Delfino editore, 2009, ISBN 88-7138-430-X.
- Angela Antona, Luras, in I Sardi. La Sardegna dal paleolitico all'età dei nuraghi, a cura di Emmanuel Anati, Milano, Jaca Book, 1984,  pp. 278-279.
- Luisanna Usai, Gallura: dolmen, nuraghi, castelli. Itinerari di archeologia nella provincia di Sassari, Sassari, Editrice democratica sarda, 1991.
- Bert D'Arragon, Nota preliminare sul recente ritrovamento di materiale ceramico di tipo San Michele di Ozieri a Luras (SS), in Quaderni della Soprintendenza archeologica per le Province di Sassari e Nuoro, n. 21, Ozieri, Il torchietto, 1999,  pp. 133-174.
- Luras, dolmen di Ciuledda, su sardegnacultura.it, Regione Autonoma della Sardegna. URL consultato il 30 marzo 2018.